# 别尔哥罗德
别尔哥罗德（俄语：Белгород，羅馬化：Belgorod，發音：[ˈbʲelɡərət]，羅馬化：Bielhorod；或按傳統烏克蘭語音譯為比爾霍羅德）是一座位于俄罗斯西部的城市，坐落於頓涅茨河畔，距離俄烏邊境40公里，是别尔哥罗德州的首府和行政、工业、文化中心。

## 名稱
“别尔哥罗德”在俄语中意为“白城”，原因是其周边富藏石灰石。

## 歷史
文獻第一次提及此城是在1237年，当时游牧民族拔都征服了此地。1596年，鲍里斯·戈东诺夫重建别尔哥罗德，成为抵御克里米亞汗國的一系列堡垒之一。
1708年12月18日，俄罗斯帝国被划分为八个省，这座城市被划归基辅省管辖。随着俄罗斯相继攻陷了扎波罗热塞契并消除了哥萨克人和克里米亚鞑靼人进攻莫斯科的威胁，别尔哥罗德的重要性骤减，1779年5月23日废省，成为库尔斯克省的一个区镇。彼得大帝曾在波尔塔瓦战役前夜访问过别爾哥罗德。
1918年4月10日到1918年12月20日，该地成为乌克兰国的一部分。1918年12月24日至1919年1月7日，比尔霍罗德成为乌克兰临时工农政府的所在地。
从1922年12月起作为苏维埃社会主义共和国联盟的俄罗斯苏维埃联邦社会主义共和国的一部分。
1928年5月14日，在国家实行新的行政区划的情况下，别尔哥罗德区和库尔斯克省废除。别尔哥罗德成为中央切尔诺泽姆地区别尔哥罗德区的中心。1930年，在地区系统清算后，别尔哥罗德成为地区中心。1934年6月13日，别尔哥罗德被纳入新成立的库尔斯克州的结构中。
1935年3月2日，别尔哥罗德变成了一个独立的行政经济单位，直接隶属于库尔斯克地区执行委员会。
在苏德战争期间，在别尔哥罗德附近发生了血腥的战斗。它曾两次被德国人占领，从1941年10月24日至1943年2月9日，以及从1943年3月18日至8月5日。
在二戰期间，该城市遭到严重破坏，几乎所有的城市历史建筑都消失了，只有几十座建筑幸存下来。为纪念1943年8月5日从德国军队手中解放别尔哥罗德和奥廖尔，莫斯科礼炮响了。从那时起，别尔哥罗德就成了第一个敬礼的城市，8月5日被作为城市日进行庆祝。
1954年4月26日，该市成为新成立的别尔哥罗德州的行政中心。从那时起，该市开始作为一个区域中心迅速发展。

## 名人
- 斯韦特兰娜·霍尔金娜：俄罗斯体操运动员
- 尤里·列维坦：苏联著名播音员

## 備註
1. ↑  烏克蘭語：，羅馬化：Bilhorod，發音：[ˈb⁽ʲ⁾iɫɦorod]

## 友好城市
- 中华人民共和国 德州市（2023年起）[12]